# Maurice Boitel

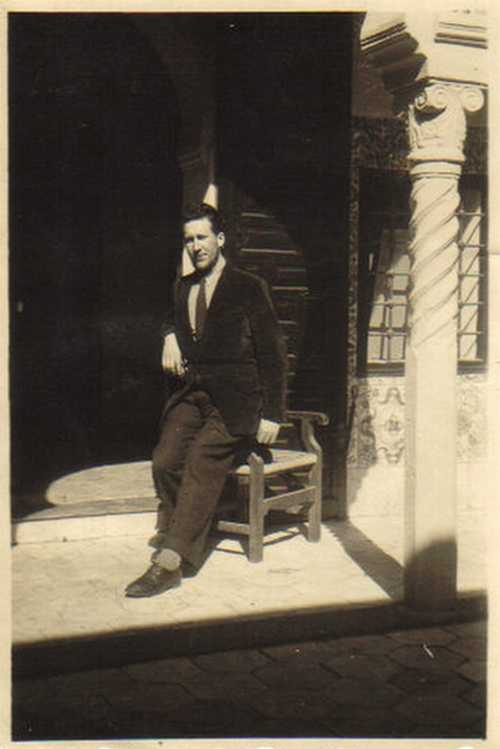
Maurice Boitel

Maurice Boitel (* 31. Juli 1919 in Tillières-sur-Avre, Département Eure; † 11. August 2007 in Audresselles, Département Pas-de-Calais) war ein französischer Maler der École de Paris, der sich hauptsächlich aber nicht ausschließlich der Landschafts- und der Porträtmalerei widmete. Er war Mitglied im Ausschuss des Salons de la Société nationale des beaux-arts und des Salons Comparaisons.

## Biographie
Maurice Boitel wurde in der Normandie geboren, lebte in seiner Jugend aber längere Zeit in Gevrey-Chambertin und in Nuits-Saint-Georges in Burgund.
Er besuchte die Pariser Hochschule der Bildenden Künste Ecole nationale supérieure des Beaux-Arts. Die Verleihung des Abd-el-Tif Preises im Jahr 1946 ermöglichte es ihm, mit seiner Familie in Algier zu leben.
Nach seiner Rückkehr in die französische Hauptstadt, nahm der Künstler in Paris an verschiedenen Ausstellungen teil, insbesondere am Salon de la Société nationale des Beaux-Arts und am Salon Comparaisons, in welchen er später als Mitglied des Ausschusses wirkte. Die in Algerien geschaffenen Werke zeigte Maurice Boitel 1949 in einer ihm gewidmeten Ausstellung in der Galerie de l’Elysée, wo er seine Gemälde ab 1958 und bis in die achtziger Jahre in einer jährlichen Ausstellung präsentierte.
Anfang der 1950er Jahre erhielt er den Auftrag für die künstlerische Gestaltung der Schulkomplexe von Montreuil und Montgeron (Fresken und Keramik), die er persönlich ausführte.
Der ihm von der Nationalen Gesellschaft für Bildende Künste verliehene Preis Pierre Puvis de Chavannes erlaubte es ihm, im Jahr 1963 einen umfassenden Überblick seiner Werke im Musée National d’Art Moderne in Paris zu präsentieren.
1966 gewann er den Preis Francis Smith, der einen Aufenthalt in Portugal einschloss. 1970 lud ihn die Marine nationale zu einem Aufenthalt auf dem Flugzeugträger Clemenceau ein, eine Gelegenheit, die Maurice Boitel nutzte, um mehrere Ansichten von Oslo zu malen.
Zu seinen nächsten Malerfreunden gehören vor allem Pierre-Henry, Bernard Buffet, Antoni Pitxot, Jean Carzou, André Hambourg, Emilio Grau Sala und Paul Collomb.
Maurice Boitel starb im Jahr 2007 kurz nach Vollendung seines 88. Lebensjahres in Audresselles. Er ruht auf dem dortigen Friedhof der Kirche St. Jean-Baptiste.
In Gedenken an Maurice Boitel wurden zwei Straßen benannt: 2013 die Promenade Maurice-Boitel in Paris und 2017 die Esplanade Maurice Boitel in Ambazac.

## Auszeichnungen
- 1946: Preis Abd-el-Tif
- 1958: Preis Antral der Stadt Paris für eine Ansicht von Cadaqués
- 1963: Preis Pierre Puvis de Chavannes der Nationalen Gesellschaft für Bildende Künste
- 1966: Preis Francis Smith
- 1968: Goldmedaille der französischen Künstler; Preis Sebastien Lepage der Académie des beaux-arts (Akademie der Bildenden Künste)
- 1974: Großer Preis des Landtags des Départements Seine-et-Marne
- 1980: Preis Dumas Millier des Institut de France
- 1984: Preis Roger Deverin (Aquarell) des Taylor Fundus
- 2003: Goldmedaille des Salon de la Société Nationale des Beaux Arts (Ausstellung der Nationalen Gesellschaft der Bildenden Künste)

## Werk
Maurice Boitel schuf vornehmlich Landschaftsgemälde. Motive sind unter anderem Frankreich, Italien, Cadaqués (Spanien), Peniche (Portugal) und Holland.
Die Weiterentwicklung des Malers setzt sich unweigerlich während seines ganzen Lebens fort:
Bis 1946, dem Jahr seiner Eheschließung, ist seine Malerei ausdrucksvoll, sehr erdverbunden; dann, von 1946 bis 1952 ist sie sehr farbenfreudig, vor allen Dingen die Bilder in Algerien.
Von 1952 bis 1965 malt er sehr persönliche Bilder: in seinen Landschaften, die sehr konstruiert sind, sind die Objekte mit schwarzen Konturen umrissen mit einigen gespachtelten Aplats. Während dieser Periode malt er zunächst am Cap Griz Nez nüchterne, dunkle Bilder, die die Stürme dieser Gegend, die Fischerbarken am Strand, die Ruinen des Kriegs zeigen. Er malt auch Personen: Clowns, Geflügelzüchter, Fischer oder Porträts.
Dann, von 1958 bis 1965, malt er jeden Sommer in Cadaqués (Spanien). Es ist immer derselbe Stil mit solider Konstruktion, wo aber das Licht und die lebendigen Farben des Mittelmeers erscheinen (Landschaften, Seegemälde, Porträts, Menschenmengen am Strand).
Ab 1965 bleiben seine Werke strukturiert, er lässt aber die Umrisse verschwinden: wendet sich mehr der Aquarellmalerei zu, vor allen Dingen in Nizza, Rom, Venedig und in Florenz. Jedes Jahr reist er ans Cap Gris Nez, nach Audresselles oder in die Gegend Limousin, nach Ambazac. Die Pariser Gegend, wo er normalerweise lebt, hat ihm ebenfalls zahlreich Motive geliefert (Montmartre, Bois de Vincennes, die Inseln der Seine und Marne, Guermantes und Conches-sur-Gondoire).
Seit 1980 zeigte sich die Tendenz, eine idealisierte Realität darzustellen.
Boitels Gemälde wurden unter anderem vom französischen Staat und der Stadt Paris, sowie von Liebhabern in Deutschland, England, den Vereinigten Staaten, Brasilien, dem Iran, Japan, Venezuela, Italien, Spanien und Mexiko erworben. Sie sind in den Museen von Dijon, Saint-Maur-des-Fossés, Sceaux und Valence, Algier, Constantine und Bejaia zu sehen und zieren das Pariser Rathaus sowie verschiedene französische Botschaften.

## Ausstellungen
- 1949: Ausstellung in der Galerie de l’Elysée (heute Galerie René Drouet), im Faubourg Saint-Honoré
- 1958 und Folgejahre bis in die 1980er Jahre: jährliche Ausstellung in der Galerie de l’Elysée
- 1965: Ausstellung in der Galerie Makowsky, Frankfurt am Main
- 1976: Ausstellung im Museum von Boulogne-sur-Mer
- 1977: Ausstellung im Museum von Saint-Maur-des-Fossés
- 1980: Ausstellung in der Galeria Contini in Caracas (Venezuela)
- 1982: Ausstellung im Museum von Montbard
- 1990: Ausstellung in drei eigenen Sälen des Grand Palais anlässlich des Pariser Salon d’Automne
- 1993: Ausstellung im Museum von Montreuil
- 1999: Retrospektive auf Einladung des Präsidenten und des Vorstandes des Salon des Indépendants (Ausstellung der Unabhängigen)

Maurice Boitel war darüber hinaus Ehrengast mehrerer Kunstausstellungen: Rosny-sous-Bois (1980), Blois (1980), Wimereux (1984), Villeneuve-le-Roi (1984), Yvetot (1986), Alfortville (1987), Bourges (1987), Saumur (1987), Metz (1991), Limoges (1992), Tours (1992).

### Gruppenausstellungen
Maurice Boitel nahm an verschiedenen, von den Pariser Salons in Hamburg, Moskau, New-York, Sankt-Petersburg, Mexiko, Abidjan, Tokio und anderen Städten veranstalteten Gruppenausstellungen teil. Seine bisher letzte Ausstellung „Majestätisches Maghreb“ war im April und Mai 2006 in Honfleur.